# いい伊豆みつけた
いい伊豆みつけた（いいいずみつけた）は、伊豆急ケーブルネットワーク（IKC）が制作・放送・配信し、地元と首都圏へ発信している伊豆地方の観光情報番組である。1987年10月放送開始で30年を超える長寿番組となっている。なお、スピンオフ作品『いい渋谷みつけた』についても本項で述べる。

## 概要
レポーターが観光スポットを訪問し、レジャー・グルメ・宿泊施設などの情報を地元局ならではの視点でとらえて伝えている。訪問する地域は主に伊豆急行線・伊東線沿線の7市町に西伊豆町、伊豆市を加えた9市町である。これらの通常回の他に、8市町の自治体・団体の担当者がリレー形式で出演し季節の観光情報を伝えるスタイルの回が年4回放送されている。これらの新作と再放送を交えて放送されており、2022年の新作の制作本数は31本となっている。

## スタッフ
制作には複数の制作会社が分担して参加している。
- テーマ音楽：星野進
- 企画：（いずれもIKC）岩本亙、平井秋洋、森亜貴子、山中理恵子、冨岡和代、高洲亜怜、遠藤昇、佐藤功次郎
- 構成：日野憲、大串利一、佐藤みえ（脚本）、岩本亙、遠藤昇
- 演出：市川有里（ディレクター）、日野憲、大串利一、川崎成聡、小林正博、岩本亙、宮本篤志、三間希子
- プロデューサー：三井大峰（IKC、2024年4月 - ）、比企恒裕（IKC、- 2024年3月）、市川桂（カタツムリプロ）、露木宏（プロフィックス）
- 制作協力：カタツムリプロダクション、S-Field[10]、プロフィックス・メディアワークスジャパン[11]、イワスタ （イワサキ経営）
- 制作・著作：伊豆急ケーブルネットワーク（IKC）

## 放送局
首都圏の独立局系3局へのネットを続けており、新作の放送順は平日に3局が放送したあと週末にIKCで放送し､翌週にYouTube配信というパターンになっている。

### 放送時間
- テレビ埼玉（TVS、テレ玉）（木曜 9:30 - 10:00）[注 8]
- テレビ神奈川（tvk）（土曜 9:30 - 10:00）[注 9]
- 千葉テレビ放送（CTC、チバテレ）（金曜 12:00 - 12:30）
- IKC（土・日曜 8:00 - 、12:00 - 、17:30 - 、22:00 - ）

### 放送パターン
- 放送週（「○月第○週」と表記）
  - 木曜　テレ玉
  - 金曜　tvk、チバテレ
  - 土日　IKC
  - 翌水曜　YouTube（新作のみ）
  - 翌週以降　#ネット局

## 出演者
レポーター役の出演者は、IKCアナウンサー・フリーアナウンサー・ローカルタレント・大手芸能事務所所属のタレントなど多彩であり、女性が多いが男性の出演実績もある。出演回数・期間も単発、2 - 3回から数年にわたるケース、1年以上間を置くケースもありまちまちである。

### 2022年以降
- 天野碧泉（2024年6月[13][14][15] - ）
- 上地由真[16]（2024年9月[8][17][18] - ）
- ウド鈴木（2024年1月[19][20] - ）
- 海野百香[21]（2023年6月[22][7] - ）
- 勝又楓[23][24]（2018年5月[25] - ）
- 久保沙里菜（2022年11月[26] - ）
- 駒澤清華（2023年7月[27][28] - ）
- 佐藤みえ[29]
- 島田真梨子（2019年7月[30] - 2022年3月[31]）
- 照英（2022年9月）[32][15]
- 杉浦里奈（2023年6月[33][34] - ）
- 瀬戸麻友香（ - 2020年11月[35]・2023年6月[36] - ）
- 高橋裕一郎[37]（ナレーター、2020年7月[38] - ）
- 立石純子（2021年2月[39] - ）
- 仁藤妃南乃[40]（2022年5月[41] - 12月[42][43]・2024年10月[44] - ）
- 林桃子（元IKCアナウンサー、2023年2月[45]）
- 平野詩乃（2021年7月[46] - 2022年3月[47]・2025年3月[8] - ）
- 福島和可菜（2021年5月[48] - ）
- 益田アンナ（2025年5月[49][50] - ）
- 水木彩也子（2025年6月[51] - ）
- 杜野まこ[52]（2014年5月[53] - 2019年8月[54]・2023年6月[55] - ）
- 八木美佐子（2022年6月[56] - ）
- 遊佐ちえみ[57]（2020年9月[58] - 2022年9月[59][60]）

### 2017年から2021年
- 甘妻里菜（2021年9月）[61]
- 桜木美緒（ - 2017年7月[62]）
- 澤田南（2020年8月[63] - 9月[58]）
- 曽根田紗弥加（ - 2020年1月[64]）
- 高瀬真由（ - 2021年11月）
- 高橋季生（2018年4月）[65]
- 高橋茉奈（2020年12月[66] - 2021年2月[67]）
- 中川梨花（2019年5月[68] - 2020年9月[69]）
- 根上裕恵[70]（ - 2017年11月[71]）
- 深澤恵（ - 2017年8月[72]）
- 戸来信（2018年4月）[65]
- 前田梨紗（ - 2018年6月[73]）
- 儘下笑美（ - 2017年1月[74]）
- 吉井佐和（元IKCアナウンサー、 - 2019年4月[75]）
- 吉田れいな（2020年10月[76] - 2021年1月[77]）
- 渡邉瑞恵（ - 2017年1月[2]）

### 過去
- 安藤晴美[78]
- COWCOW（2015年2月）[79][注 11]
- カズ&アイ
- 金田爽[80]
- 猪野又紀子（元IKCアナウンサー） [81]
- 斉藤優香
- 篠原さなえ[82]
- 杉田かおる[注 12]
- 杉山直[83]（2013年11月）[84][85]
- セーラ（2016年10月）[84]
- 角田美保[86]
- ナラヨシタカ
- 西井里佳[87]
- 松田優（2012年10月）[88]
- 松野芳子
- 和木ちえり[89][注 13]

- 安藤なつ（ぷち観音 時代）

## ネット局

### 地上波テレビ局：過去
- TOKYO MX（1998年頃 - 2000年頃）
- abn長野朝日放送
- UTYテレビ山梨（ - 2008年3月）
- SATV静岡朝日テレビ（ - 2011年3月）（2011年3月終了時点で日曜 5:20 - 5:50に放送されていた）

### ケーブルテレビ
- シーブイエー（静岡県伊東市、122chのみ放送）
- イッツ・コミュニケーションズ （東京・神奈川）[90]
- ジェイコムせたまち（東京・神奈川）
- ケーブルテレビ品川（品川区）
- 横浜ケーブルビジョン（神奈川）[91]
- 湘南ケーブルネットワーク（神奈川）
- TOKAIケーブルネットワーク（静岡）
- トコちゃんねる静岡（静岡）[92]
- 豊橋ケーブルネットワーク（愛知）
- ひまわりネットワーク（愛知）[93]
- 富士川シーエーティーヴィ（山梨）
- 浜松ケーブルテレビ（静岡）

### インターネット：過去
- GyaO（旧サイト時代、2008年4月 - 2009年9月）

### 衛星放送
- 旅チャンネル（スカパー！・362ch　スカパー！HD・544ch）
- インターローカルTV（スカパーe2!・194ch/閉局に伴い放送終了）

## いい渋谷みつけた
初のスピンオフ番組として2023年3月に放送された。変貌著しい渋谷の街で、レポーターが伊豆ゆかりのスポットを訪ねる。
- 出演：勝又楓[95]
- 制作：井村哲郎（ジーンハート）
- 演出：小田耕宇（LOOP）

### 放送日時
- テレ玉：3月23日 19:00 - 19:30
- tvk：3月24日 9:30 - 10:00
- チバテレ：3月24日 12:30 - 13:00
- IKC：3月24日 12:30 - 13:00
- YouTube：3月24日 配信
- 他CATV：4月以降